# Saison 3 de Shake It Up
Chronologie
Saison 2
Cet article présente les épisodes de la troisième et dernière saison de la série télévisée américaine Shake It Up, diffusée depuis le 14 octobre 2012 sur Disney Channel.

## Généralités
- Aux États-Unis, la saison est diffusée depuis le 14 octobre 2012 sur Disney Channel.
- Au Canada, elle est diffusée sur Family.
  -     - En France, l'avant-première de la saison a été diffusée le 27 février 2013 sur Disney Channel France.
- Au Québec, elle est encore inédite.

## Synopsis de la saison
Dans cette saison, les rôles des personnages évoluent : Tinka devient la meilleure amie de Cece et Rocky après le départ de Gunther dans leur pays natal. De plus, le générique de cette saison est écourté et la majorité des images présentées correspondent aux 20 derniers épisodes de la saison 2.

## Distribution

### Acteurs principaux
- Zendaya Coleman : Rocky Blue
- Bella Thorne : CeCe Jones
- Davis Cleveland : Flynn Jones
- Roshon Fegan : Ty Blue
- Adam Irigoyen : Deuce Martinez
- Caroline Sunshine : Tinka Hessenheffer

### Acteurs récurrents
- Ainsley Bailey : Dina Garcia
- Anita Barone : Georgia Jones
- R. Brandon Johnson : Gary Wilde
- Phil Morris : Curtis Blue
- Leo Howard : Logan

## Épisodes

### Épisode 1:La criminelle
- États-Unis : 14 octobre 2012 sur Disney Channel
- France,  Suisse,  Belgique : 27 février 2013 sur Disney Channel France
- Québec : sur VRAK.TV

- États-Unis : 3,879 millions de téléspectateurs[1]

### Épisode 2:Mon nouveau moi
- États-Unis : 28 octobre 2012 sur Disney Channel
- France,  Suisse,  Belgique : 6 mars 2013 sur Disney Channel France

- États-Unis : 3,151 millions de téléspectateurs[2]

- Aaron Refvem (Jason)
- Adam Karelin (Howie)
- Robert Koch (le photographe)

### Épisode 3:Cheerleaders en herbe
- États-Unis : 4 novembre 2012 sur Disney Channel
- France,  Suisse,  Belgique : 13 mars 2013 sur Disney Channel France

- États-Unis : 3,234 millions de téléspectateurs[3]

- Luke Ganalon (Freckles)
- Brittany Ross (Crystal)
- Carla Jeffery (Margie)

### Épisode 4:Enfermés
- États-Unis : 11 novembre 2012 sur Disney Channel
- France,  Suisse,  Belgique : 20 mars 2013 sur Disney Channel France

- États-Unis : 3,064 millions de téléspectateurs[4]

- Chase Austin (Louis)

### Épisode 5:Une très grosse dispute
- États-Unis : 2 décembre 2012 sur Disney Channel
- France,  Suisse,  Belgique : 18 mars 2013 sur Disney Channel France

- États-Unis : 3,854 millions de téléspectateurs[5]

- Jonathan Spencer (le Flynn du futur)
- Anthony Starke (Jeremy Hunter)

### Épisode 6:Seul à la maison
- États-Unis : 9 décembre 2012 sur Disney Channel
- France,  Suisse,  Belgique : 3 avril 2013 sur Disney Channel France

- États-Unis : 3,207 millions de téléspectateurs[6]

- Caroline Sunshine
- Adam Irigoyen

### Épisode 7:Une découverte inattendue
- États-Unis : 13 janvier 2013 sur Disney Channel
- France,  Suisse,  Belgique : 10 avril 2013 sur Disney Channel France

- États-Unis : 3,272 millions de téléspectateurs[7]

### Épisode 8:Le défi de Logan
- États-Unis : 27 janvier 2013 sur Disney Channel
- France,  Suisse,  Belgique : 17 avril 2013 sur Disney Channel France

- États-Unis : 3,408 millions de téléspectateurs[8]

### Épisode 9:Ty présentateur
- États-Unis : 17 février 2013 sur Disney Channel
- France,  Suisse,  Belgique : 24 avril 2013 sur Disney Channel France

- États-Unis : 4,496 millions de téléspectateurs[9]

### Épisode 10:Leçon de séduction
- États-Unis : 24 février 2013 sur Disney Channel
- France,  Suisse,  Belgique : 1er mai 2013 sur Disney Channel France

- États-Unis : 3,725 millions de téléspectateurs[10]

- Carly Rae Jepsen
- Tyra Banks

### Épisode 11:Le grand nettoyage
- États-Unis : 10 mars 2013 sur Disney Channel
- France,  Suisse,  Belgique : 8 mai 2013 sur Disney Channel France

- États-Unis : 3,242 millions de téléspectateurs[11]

### Épisode 12:Oui, je le veux!
- États-Unis : 17 mars 2013 sur Disney Channel
- France,  Suisse,  Belgique : 15 mai 2013 sur Disney Channel France

- États-Unis : 4,455 millions de téléspectateurs[12]

### Épisode 13:À nouveau en piste
- États-Unis : 24 mars 2013 sur Disney Channel
- France,  Suisse,  Belgique : 22 mai 2013 sur Disney Channel France

- États-Unis : 2,74 millions de téléspectateurs[13]

### Épisode 14:Échange de corps
- États-Unis : 7 avril 2013 sur Disney Channel
- France,  Suisse,  Belgique : 29 mai 2013 sur Disney Channel France

- États-Unis : 3,271 millions de téléspectateurs[14]

### Épisode 15:Amour et guerre
- États-Unis : 28 avril 2013 sur Disney Channel
- France,  Suisse,  Belgique : sur 5 juin 2013 sur Disney Channel France

- États-Unis : 3,062 millions de téléspectateurs[15]

Leo Howard (Logan Hunter)

### Épisode 16:Compétition de bowling
- États-Unis : 12 mai 2013 sur Disney Channel
- France,  Suisse,  Belgique : 11 septembre 2013 sur Disney Channel France

- États-Unis : 2,629 millions de téléspectateurs[16]

George Lopez

### Épisode 17:Un cerveau pas comme les autres
- États-Unis : 2 juin 2013 sur Disney Channel
- France,  Suisse,  Belgique : 18 septembre 2013 sur Disney Channel France

- États-Unis : 2,954 millions de téléspectateurs[17]

### Épisode 18:James et Cece
- États-Unis : 23 juin 2013 sur Disney Channel
- France,  Suisse,  Belgique : 25 septembre 2013 sur Disney Channel France

- États-Unis : 3,361 millions de téléspectateurs[18]

### Épisode 19:Médium
- États-Unis : 14 juillet 2013 sur Disney Channel
- France,  Suisse,  Belgique : 2 octobre 2013 sur Disney Channel France

- États-Unis : 3,449 millions de téléspectateurs[19]

### Épisode 20:22 ans plus tard
- États-Unis : 28 juillet 2013 sur Disney Channel
- France,  Suisse,  Belgique : 9 octobre 2013 sur Disney Channel France

- États-Unis : 3,597 millions de téléspectateurs[20]

### Épisode 21:Voyage en France
- États-Unis : 4 août 2013 sur Disney Channel
- France,  Suisse,  Belgique : 16 octobre 2013 sur Disney Channel France

- États-Unis : 3,263 millions de téléspectateurs[21]

### Épisode 22:Joyeux anniversaire!
- États-Unis : 25 août 2013 sur Disney Channel
- France,  Suisse,  Belgique : 23 octobre 2013 sur Disney Channel France

- États-Unis : 3,178 millions de téléspectateurs[22]

Olivia Holt : Georgia Jones (jeune)

### Épisode 23:Tension maximale
- États-Unis : 15 septembre 2013 sur Disney Channel
- France,  Suisse,  Belgique : 30 octobre 2013 sur Disney Channel France

- États-Unis : 3,308 millions de téléspectateurs[23]

### Épisode 24:Adieu, Shake It Up
- États-Unis : 29 septembre 2013 sur Disney Channel
- France,  Suisse,  Belgique : 6 novembre 2013 sur Disney Channel France

- États-Unis : 3,037 millions de téléspectateurs[24]

### Épisode 25:Méga-adulte-ween
- États-Unis : 6 octobre 2013 sur Disney Channel
- France,  Suisse,  Belgique : 30 octobre 2013 sur Disney Channel France

- États-Unis : 3,074 millions de téléspectateurs[25]

### Épisode 26:Ne m'oublie pas
- États-Unis : 10 novembre 2013 sur Disney Channel
- France,  Suisse,  Belgique : 1er janvier 2014 sur Disney Channel France

- États-Unis : 3,356 millions de téléspectateurs[26]

- C'est l'épisode final de la série.
- C'est le deuxième épisode qui ne contient pas "It Up" dans son titre, après Made In Japan.
- Les paroles de la chanson finale, chantées par Zendaya, sont en avance dans l'épisode en français.